# Idomene purpurocincta
Idomene purpurocincta är en kräftdjursart som först beskrevs av Norman och T. Scott 1905.  Idomene purpurocincta ingår i släktet Idomene och familjen Thalestridae. Inga underarter finns listade i Catalogue of Life.